# Sara Kishon
Sara Kishon (* 8. Oktober 1931; † 24. März 2002 in Tel Aviv, Israel), geborene Lipovitz, war die Gattin des israelischen Satirikers Ephraim Kishon.

## Leben
Ephraim Kishon heiratete 1959 nach der Scheidung von seiner ersten Frau Eva Kishon, geborene Klamer, die Pianistin Sara Lipovitz, die der Öffentlichkeit in Deutschland als „die beste Ehefrau von allen“ bekannt wurde. 
Sara Kishon war die Mutter von Amir und Renana Kishon. Sie führte eine Kunstgalerie in Tel Aviv.
In den Satiren von Kishon kommt seine Ehefrau immer wieder vor und wird darin vom Autor karikiert; die Satirensammlung „... und die beste Ehefrau von allen“ handelt speziell von der Beziehung zwischen den beiden.
Sara Kishon schrieb 1996 selbst eine satirische Antwort auf die Geschichten ihres Ehemannes. Diese trägt den Titel „Mein geliebter Lügner“.
2002 starb sie an Lungenkrebs.